# Неркін Сус
Неркін Сус (вірм. Ներքին Սուս) — село у Кашатазькому районі Нагірно-Карабаської Республіки. Село розташоване на лівому березі річки Акарі, за 3 км на захід від районного центру, міста Бердзора. Село входить до сільради села Сус.